# Casa Amatller
La casa Amatller és un edifici modernista del passeig de Gràcia, 41 de Barcelona, declarat bé cultural d'interès nacional. Forma part de l'anomenada Illa de la Discòrdia i actualment acull les oficines de l'Institut Amatller d'Art Hispànic.

## Història
El 1875, Maria Martorell i Peña va encarregar al mestre d'obres Antoni Robert el projecte d'un edifici de planta baixa i tres pisos al núm. 101 (actual 41) del Passeig de Gràcia.
El 1898, la finca va ser adquirida per l'industrial xocolater Antoni Amatller i Costa (c. 1851-1910), que va encarregar-ne la reforma i la construcció d'un taller fotogràfic al terrat a l'arquitecte Josep Puig i Cadafalch. Aquest va apostar per donar-li l'aparença de palau gòtic urbà, amb elements autòctons i d'altres de forans, en aquest cas dels Països Baixos (esglaonament de la línia superior de la façana) i amb profusió de detalls decoratius modernistes.
L'any 1942, Teresa Amatller i Cros (1873-1960), filla d'Antoni, bo i seguint les disposicions testamentàries del seu pare, encarregà a l'arquitecte i historiador de l'art Josep Gudiol i Ricart la creació de l'Institut Amatller d’Art Hispànic al pis principal que havia ocupat la família, que encara perdura.

## Descripció

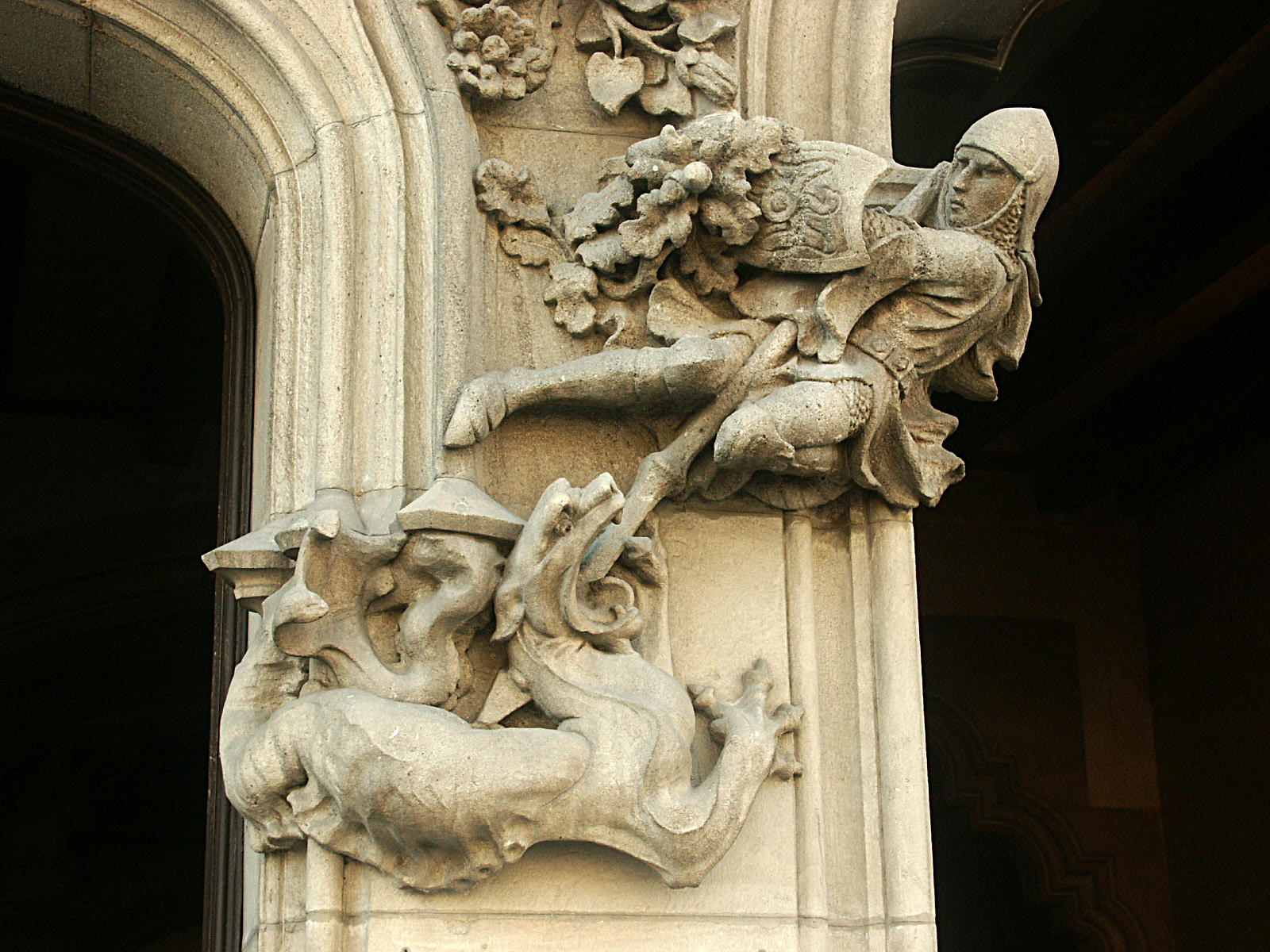
Sant Jordi i el drac, relleu d'Eusebi Arnau a la façana

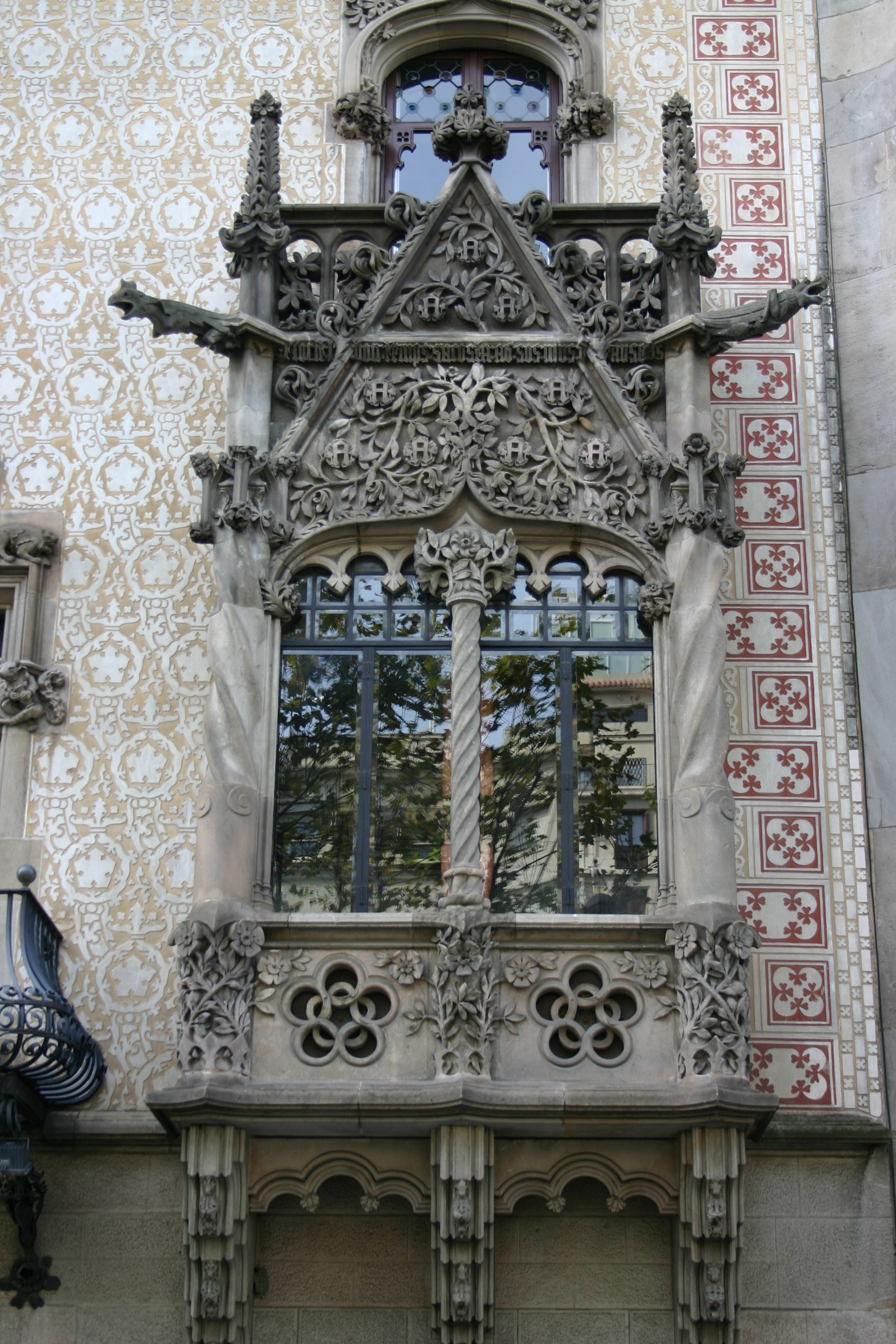
Tribuna

Té planta baixa, quatre pisos i golfes, sota la teulada a dues vessants que queda darrere el tester esglaonat, recobert de ceràmica policroma. La planta baixa és tot de pedra. La resta de la façana (del primer al quart pis) és recoberta d'esgrafiats característics de l'arquitectura catalana.
La planta baixa té dues portes de reminiscències conopials, a l'esquerra (una de les quals servia d'accés als carruatges), i una a la dreta, d'entrada a la joiera Bagués, oberta a l'indret on hi havia dues finestres. El sector central és ocupat per una galeria de sis arcs rebaixats sobre columnetes de fust helicoidal amb capitells florals.
El pis principal és centrat per una extraordinària balconada de ferro forjat que comprèn tres obertures amb guardapols molt ornamentat. A l'esquerra hi ha una finestra conopial doble i a la dreta una tribuna, que hom pot relacionar amb la de la casa Martí, d'estil flamíger. L'interior d'aquest pis, únic al replà, és també remarcable, ple de detalls i ornaments escultòrics propis de l'estil de Puig i Cadafalch, el qual va dissenyar-ne, a més, part del mobiliari. Cal destacar també el mosaic de terra, de tipus romà, d'elements aïllats que combinen el blanc i el negre, els diversos tipus de ceràmica que recobreixen les parets, i les vidrieres. S'accedeix en aquest pis per una escala independent, que arrenca d'un pati (a l'estil dels patis gòtics catalans) situat a la dreta del vestíbul d'entrada. Al fons d'aquest pati hi ha l'escala d'accés als altres pisos i l'ascensor.
La segona planta té un balcó d'arc conopial a cada extrem i dues finestres geminades al centre. La tercera planta està resolta amb una galeria d'arcs rebaixats similar a la de la planta baixa. Les obertures dels dos pisos més alts són d'arc conopial, independents i emmarcades per un guardapols senzill al quart pis, i en forma de galeria a les golfes.
La decoració escultòrica és obra d'Eusebi Arnau, que realitzà els elements que envolten la porta i els balcons i la tribuna del principal, així com els interiors de la planta noble, amb una notable llar de foc. També hi col·laborà Alfons Juyol, i els treballs de serralleria són obra d'Esteve Andorrà i Farràs.
En destaca també el saló de les golfes, amb decoració de fusta feta per Gaspar Homar.